# Centaurium chilensis
Centaurium chilensis là một loài thực vật có hoa trong họ Long đởm. Loài này được (Pers.) Druce mô tả khoa học đầu tiên năm 1917.